# Thamnochortus sporadicus
Thamnochortus sporadicus là một loài thực vật có hoa trong họ Restionaceae. Loài này được Pillans miêu tả khoa học đầu tiên năm 1952.